# 藤原不比等
藤原 不比等（ふじわら の ふひと）は、飛鳥時代から奈良時代初期にかけての公卿・政治家。  聖武天皇 ・ 孝謙天皇 の二帝の外祖父。 諡号は淡海公（たんかいこう）で近江国に封じられた。正史以外で文忠公を記す史料もある。
史上初めて正一位に叙された人物である（死後追叙）。
草壁皇子と持統から元正に至る4代の天皇に仕え、大宝律令や日本書紀の編纂に関わり、文武から元正に至る3代の天皇の擁立に貢献した。
藤原鎌足の次男だが、『興福寺縁起』『大鏡』『公卿補任』『尊卑分脈』では、天智天皇の落胤と記されている（#天智天皇の皇胤説）。名を史（ふひと）と記す文献もある（#姓名について）。

## 生涯
中臣鎌足の次男として生まれたため、少年時代はまだ中臣氏を名乗っていた。11歳の時、父・鎌足が死去。鎌足が亡くなる直前に藤原氏に改姓した際に不比等がこれを継承している。父の生前の関係から、近江朝に近い立場にいたが、壬申の乱の時は、数えで14歳であったために何の関与もせず、近江朝に対する処罰の対象にも天武朝に対する功績の対象にも入らなかった。だが、中臣金をはじめとする中臣氏の有力者が近江朝の要人として処罰を受けたこともあって、天武朝の初期には中臣（藤原）氏は朝廷の中枢から一掃された形となっており、有力な後ろ盾を持たない不比等は『日本書紀』の天武天皇2年（673年）5月条にある大舎人の登用制度によって出仕して下級官人からの立身を余儀なくされたと考えられている。
不比等は、天武7、8年頃（678年頃）に蘇我連子の娘・蘇我娼子を嫡妻として迎えた。これによって不比等は、大臣家である蘇我氏の尊貴性を自己の子孫の中に取り入れることができ、藤原氏は氏として成立したばかりであるにもかかわらず、蘇我氏の地位を受け継ぐ氏であることを支配者層に示すことができた。
天武朝の後期に入ると、不比等は従兄弟の中臣大島とともに草壁皇子に仕えたとみられている。東大寺正倉院の宝物として『国家珍宝帳』に記載されている「黒作懸佩刀」は草壁皇子から不比等に授けられた皇子の護り刀で、後に皇子と不比等自身の共通の孫である聖武天皇に譲られたと伝えられている。
『日本書紀』に不比等の名前が出るのは持統天皇3年（689年）2月26日（己酉）に判事に任命されたのが初出で持統天皇所生である草壁皇子に仕えていた縁と法律や文筆の才によって登用されたと考えられている。また、こうした経歴から不比等が飛鳥浄御原令の編纂に参加していたとする説もある。
文武天皇元年（697年）には持統天皇の譲位により即位した草壁皇子の息子・軽皇子（文武天皇）の擁立に功績があり、更に大宝律令編纂において中心的な役割を果たしたことで、政治の表舞台に登場する。また、阿閇皇女（元明天皇）付き女官で持統末年頃に不比等と婚姻関係になったと考えられている橘三千代の力添えにより皇室との関係を深め、文武天皇の即位直後には娘の藤原宮子が天皇の夫人となる。
文武天皇2年（698年）には、不比等の子孫のみが藤原姓を名乗り、太政官の官職に就くことができるとされた。不比等の従兄弟たちは、鎌足の元の姓である中臣朝臣とされ、神祇官として祭祀のみを担当することと明確に分けられた。このため、不比等が藤原氏の実質的な家祖と解することもできる。

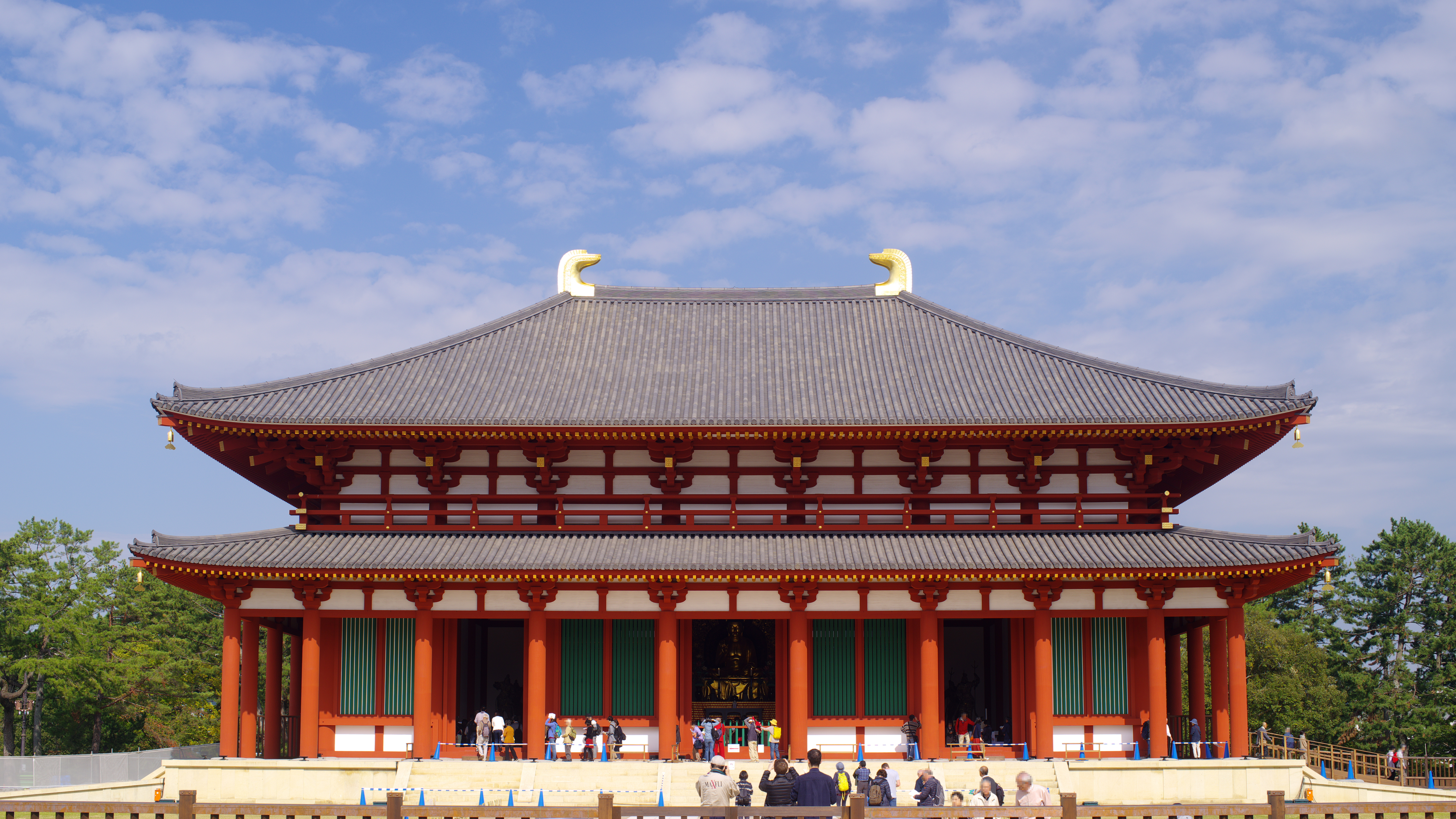
興福寺 (中金堂)

文武天皇と宮子の間には首皇子（聖武天皇）が生まれ、さらに橘三千代との間の娘である光明子を聖武天皇に嫁がせたが、光明子は不比等の死後、不比等の息子の藤原四兄弟の力によって皇后となり初の非皇族の人臣皇后の例となった。
不比等は氏寺の山階寺を奈良に移し興福寺と改めた。その後、養老律令の編纂作業に取りかかるが養老4年（720年）に施行を前に病死した。享年62。養老律令を実施したのは孫の藤原仲麻呂の時である。
不比等とその息子の藤原四兄弟によって、藤原氏の繁栄の基礎が固められるとともに最初の黄金時代が作り上げられた。

## 天智天皇の皇胤説
不比等は実は鎌足の子ではなく、天智天皇の落胤であるとの説がある。『公卿補任』の不比等の項には「実は天智天皇の皇子と云々、内大臣大職冠鎌足の二男一名史、母は車持国子君の女、与志古娘也、車持夫人」とあり、『大鏡』では天智天皇が妊娠中の女御を鎌足に下げ渡す際、「生まれた子が男ならばそなたの子とし、女ならば朕のものとする」と誓約の言葉を言ったという伝説（実際に男子=不比等が生まれた）を伝える。『帝王編年記』『尊卑分脈』などの記載も同様である。
平安時代まではこの伝説はかなりの信憑性を持っていたと考えられ、『竹取物語』でかぐや姫に求婚する5人の貴公子の1人車持皇子のモデルは不比等とされている。これは、母が車持氏出身の皇子、という意味の名である。
歴史学者の間では皇胤説の支持は少ないが、もし本当に皇胤であったとすれば、後の異例とも言える不比等の出世が、天武天皇・持統天皇代に行われた皇親政治（天智・天武系皇子を朝廷の要職に就け、政治の中枢を担わせた形態）の延長として考えることも可能になるとして、支持する学者もいる。
また続けて、先例として天智天皇と鎌足の話が述べられているが、ここでは天皇の子とされているのは不比等ではなく定恵である（『多武峯略記』には、定恵は孝徳天皇の落胤とする説を載せている）。

## 姓名について
不比等という名前についても、壬申の乱の後、天智天皇系の皇子ということで田辺史大隅（たなべ の ふひと おおすみ）の家にしばらく匿われていたことと関連する説がある。
もっとも、藤原（中臣）鎌足は大化の改新以来、日本の外交責任者の地位にあり、当時外交使節として活躍していたのが僧侶と史（フミヒト:書記官）及び彼らが持っていた漢文や儒教・仏教の知識であったことから、自分の長男（定恵）を僧侶として、次男（不比等）を史として育てて、将来的に自分の役割を補佐・継承させる意図が存在していたとして、皇胤説に否定的な見方もある。また、後年の『大宝律令』の編纂には不比等だけでなく、田辺史（氏）に属する2名（百枝と首名）が関わっていたことが知られているが、これが不比等の推挙であると同時に田辺大隅ら田辺史の一族が法律知識を有して不比等に知識を授けた可能性を示している。

## 経歴
※日付は旧暦、年齢は数え年。
- 斉明天皇5年（659年） 誕生。(1)
- 天智天皇8年（669年）10月16日 父・鎌足死去(11)
- 持統天皇3年（689年）2月26日 直広肆（従五位下）判事 (31)
- 年月日不詳 直広弐（従四位下）
- 文武天皇元年（697年）8月20日 娘・宮子を入内 (39)
- 年月日不詳 中納言
- 大宝元年（701年）(43)
  - 3月21日 正三位大納言に昇進
  - 月日不詳 外孫、首皇子（聖武天皇）誕生
- 大宝4年（704年）1月11日以前。従二位(46)
- 和銅元年（708年）(50)
  - 1月11日 正二位
  - 3月13日 右大臣
- 養老4年（720年）(62)
  - 8月3日 死去。
  - 10月23日 贈正一位太政大臣 。正史には記載が無いが『尊卑分脈』等によると文忠公を贈諡
- 天平宝字4年（760年）
  - 8月7日 太公望呂尚が斉に封じられた故事に因み[注釈 5]、近江国に封じ淡海公を贈諡

## 系譜
- 父：藤原鎌足（ただし、前述の通り一書に天智天皇の皇子と記される）。
- 母：車持与志古娘（車持国子の女。ただし、不比等の母は鏡王女とする説がある）。
- 妻：蘇我娼子または媼子 - 蘇我連子の女
  - 長男：藤原武智麻呂 (680-737) - 南家祖
  - 次男：藤原房前 (681-737) - 北家祖。（『麻績氏系譜』では「中臣不比登」は「妻麻貫玉取ノ子ヲ養嗣」とし、それが房前であったとしている。）
  - 三男：藤原宇合 (694-737) - 式家祖
- 妻：五百重娘 - 不比等の異母妹。もと天武天皇夫人。新田部皇子母
  - 四男：藤原麻呂 (695-737) - 京家祖
- 妻：賀茂比売 - 賀茂小黒麻呂の女[注釈 6]
  - 長女：藤原宮子 (683?-754) - 文武天皇夫人、聖武天皇母
- 妻：県犬養三千代（橘三千代） - 県犬養東人の女。もと美努王妻で文武天皇と聖武天皇の乳人。橘諸兄・橘佐為・牟漏女王母
  - 三女：藤原光明子（安宿媛、藤三娘）(701-760) - 聖武天皇皇后（光明皇后）、孝謙（称徳）天皇母
- 生母不明
  - 二女：藤原長娥子 - 長屋王室
  - 四女：藤原多比能（吉日） - 橘諸兄室
  - 五女?：藤原殿刀自 - 大伴古慈斐室[10]

## 住居
平城京内で、平城宮の東側に隣接する8丁に相当する面積の居住地を与えられていた。これは、長屋王の4町と比べて突出した面積となっている。不比等の死後、娘である光明皇后が敷地の一部を転用して法華寺、海龍王寺を創建している。

## 藤原不比等を主題とする作品

### 小説
- 天風の彩王 藤原不比等（黒岩重吾、講談社、1997年）